# Ступниково (Костромская область)
Ступниково — деревня в Кадыйском районе Костромской области. Входит в состав Завражного сельского поселения.

## География
Находится в юго-восточной части Костромской области на расстоянии приблизительно 42 км на юг по прямой от районного центра поселка Кадый на левом берегу Волги (в пределах акватории Горьковского водохранилища).

## История
Известна была с 1872 года как деревня с 28 дворами, в 1907 году отмечено было 37 дворов. В советское время работали колхозы «Новая жизнь» и им. Ленина.

## Население
Постоянное население составляло 178 человек (1872 год), 182 (1897), 213 (1907), 13 в 2002 году (русские 77 %), 6 в 2022.